# 菌柄

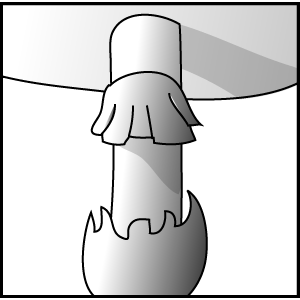
带有蕈環和蕈托的担子菌门菌柄的示意图。

菌柄，又稱蕈柄，指位於傘菌類菌蓋下面中央地子實體地柄。有的菌柄偏生，少數側生。支持菌蓋展開於空間，適於孢子的發散。